# آبشار کتل
آبشار کتل (به انگلیسی: Kettle Falls) آبشاری است به پهنای ۵۵۰ متر که در کشور ایالات متحده آمریکا واقع شده‌است و بلندترین ریزشگاه آن ۱۵ متر ارتفاع دارد.
حوضهٔ آبریز این آبشار، رودخانه کلمبیا است که میانگین سرعت جریان سالیانهٔ آن، ۲۸۰۳ مترمکعب بر ثانیه است.